# Paradise (Grenada)
Paradise (Kreolisch: Pawadis) ist eine Siedlung im Parish Saint Andrew im Osten von Grenada.

## Geographie
Die Siedlung liegt zusammen mit Grand Bras am Unterlauf des Balthazar Rivers (Grand Bras/Great Branch) und nördlich von Grenville. 
Im Umkreis liegen Dunfermline, Lower Pearls und Simon.